# اندیس گلاز
گلاز یک اندیس غیرفلزی است که در حوالی شهر اشنویه استان آذربایجان غربی قرار دارد و مادهٔ معدنی موجود در آن، تالک است.  